# Nobody but You
A Nobody but You (magyarul: Senki más, csak te) Cesár Sampson osztrák énekes dala, amellyel Ausztriát képviselte a 2018-as Eurovíziós Dalfesztiválon, Lisszabonban. A dal belső kiválasztás során nyerte el a dalversenyen való indulás jogát.

## Eurovíziós Dalfesztivál
A dalt az Eurovíziós Dalfesztiválon először a május 8-i első elődöntőben adta elő, fellépési sorrendben tizenharmadikként a Horvátországot képviselő Franka Crazy című dala után és a Görögországot képviselő Yianna Terzi Oniro mou című dala előtt. Az elődöntőből a negyedik helyen jutott tovább a május 12-i döntőbe, ahol fellépési sorrendben ötödikként lépett fel a Litvániát képviselő Ieva Zasimauskaitė When We’re Old című dala után és az Észtországot képviselő  Elina Nechayeva La forza című dala előtt. A pontozás során a zsűri szavazáson összesítésben az első helyen végzett 271 ponttal (Belgiumtól, Bulgáriától, az Egyesült Királyságtól, Észtországtól, Izlandtól, Izraeltől, Lengyelországtól, Litvániától és Romániától maximális pontot kapott), míg a nézői szavazáson a tizenharmadik helyen végzett 71 ponttal, így összesítésben 342 ponttal a verseny harmadik helyezettje lett.
A következő osztrák induló Pænda Limits című dala volt a 2019-es Eurovíziós Dalfesztiválon.

## Külső hivatkozások
- Dalszöveg
- A dal videóklipje. YouTube-videó, Eurovision Song Contest, 2018. március 9.
- A dal előadása a dalfesztivál első elődöntőjében. YouTube-videó, Eurovision Song Contest, 2018. május 8.
- A dal előadása a dalfesztivál döntőjében. YouTube-videó, Eurovision Song Contest, 2018. május 12.